# ロジャーラビットのカートゥーンスピン
- ディズニーパーク > 東京ディズニーリゾート > 東京ディズニーランド

- - トゥーンタウン > ロジャーラビットのカートゥーンスピン

- - 東京ディズニーランドのアトラクションの一覧 > ロジャーラビットのカートゥーンスピン

ロジャーラビットのカートゥーンスピン (Roger Rabbit's Car Toon Spin) は、世界のディズニーパークにあるアトラクション。

## このアトラクションが存在するパーク
- ディズニーランド（ディズニーランド・リゾート）
- 東京ディズニーランド（東京ディズニーリゾート）

## 概要
ロジャーラビットのカートゥーンスピン（Roger Rabbit's Car Toon Spin）は、映画『ロジャー・ラビット』をモチーフにしたライド型アトラクション。イエローキャブ（タクシー）型のライドに乗り、同作の世界を巡る。ライドにあるハンドルを使って、自分たちでライドを回す事ができる。
アトラクション名の「カートゥーン」は、「Cartoon」ではなく「Car」+「Toon」の洒落。

### ストーリー
ロジャー・ラビットの妻、ジェシカ・ラビットが悪党イタチ達によって誘拐された。そこでジェシカを助けに行ったロジャーのあとを追って、イエローキャブのレニーに乗りトゥーンタウンの裏通りや路地を巡る。
ところが出発した途端、あの悪党イタチ達に遭遇する。イタチ達はトゥーンを溶かす猛毒な液体「ディップ」を道路に流したため、イエローキャブのタイヤが溶かされ、ハンドルがきかなくなってしまう。やがてイエローキャブはレストランの壁を突き破ったり、ビルの屋上に突っ込んだりと破茶滅茶なドライブをする。最終的に悪党イタチ達に追われ、逃げ場を失ってしまうが、ロジャーが「インスタント穴」を壁に貼りつけ、見事脱出をする。

## 歴史
当初ディズニーランドでは、メインストリートUSAの背後にロジャー・ラビットをメインキャラクターとした新たなテーマランド「ハリウッドランド」の建設を計画し、「ロジャーラビットのカートゥーンスピン」はそのメインアトラクションとして設計されていた。また、ディズニー・ハリウッド・スタジオおよび東京ディズニーランドでも、ロジャーラビットをメインキャラクターとしてアトラクションの導入が計画されていた。
しかし、その後ユーロ・ディズニーランド（現：ディズニーランド・パリ）の経営状態悪化などにより、ディズニー社が大規模投資を見送ったため、新ランドの建設は白紙撤回された。ただ、「ロジャーラビットのカートゥーンスピン」のみは、トゥーンタウンのアトラクションとしてオープンすることとなった。また、東京でも、トゥーンタウンの導入と同時にそのアトラクションの1つとしてオープンすることとなった。
他のパークでは現在に至るまで導入されていない。

## 各施設紹介

### ディズニーランド
| ロジャーラビットのカートゥーンスピン Roger Rabbit's Car Toon Spin | ロジャーラビットのカートゥーンスピン Roger Rabbit's Car Toon Spin | ロジャーラビットのカートゥーンスピン Roger Rabbit's Car Toon Spin | ロジャーラビットのカートゥーンスピン Roger Rabbit's Car Toon Spin |
| ----------------------------------------------------------------- | ----------------------------------------------------------------- | ----------------------------------------------------------------- | ----------------------------------------------------------------- |
| オープン日                                                        | オープン日                                                        | 1994年1月26日                                                     | 1994年1月26日                                                     |
| スポンサー                                                        | スポンサー                                                        | なし                                                              | なし                                                              |
| 定員                                                              | 定員                                                              | 1台2人                                                            | 1台2人                                                            |
| 利用制限                                                          |                                                                   | なし                                                              | なし                                                              |
| ファストパス                                                      | ファストパス                                                      |                                                                   | なし                                                              |
| シングルライダー                                                  | シングルライダー                                                  |                                                                   | 対象外                                                            |

世界のディズニーパークの中で最初に設置されたもの。当初は、新テーマランド「ハリウッドランド」のメインアトラクションとなる予定であったが、「ハリウッドランド」計画そのものが中止されたため、このアトラクションのみトゥーンタウンに組み込まれる形で存続した。

### 東京ディズニーランド
| ロジャーラビットのカートゥーンスピン Roger Rabbit's Car Toon Spin | ロジャーラビットのカートゥーンスピン Roger Rabbit's Car Toon Spin | ロジャーラビットのカートゥーンスピン Roger Rabbit's Car Toon Spin | ロジャーラビットのカートゥーンスピン Roger Rabbit's Car Toon Spin |
| ----------------------------------------------------------------- | ----------------------------------------------------------------- | ----------------------------------------------------------------- | ----------------------------------------------------------------- |
| オープン日                                                        | オープン日                                                        | 1996年4月15日                                                     | 1996年4月15日                                                     |
| スポンサー                                                        | スポンサー                                                        | なし                                                              | なし                                                              |
| 定員                                                              | 定員                                                              | 1台2名                                                            | 1台2名                                                            |
| 利用制限                                                          |                                                                   | 補助無しで座っていられること                                      | 補助無しで座っていられること                                      |
| ファストパス                                                      | ファストパス                                                      |                                                                   | 対象外                                                            |
| シングルライダー                                                  | シングルライダー                                                  |                                                                   | 対象外                                                            |

ユーロ・ディズニーランド（当時）およびディズニー・ハリウッド・スタジオでの採用が中止となったが、東京ではトゥーンタウンのオープンと共に採用された。ライドの定員はアナハイム版より少なく1台2名であり、アナハイム版と異なりファストパスには対応しない。その他の内容はアナハイム版とほぼ同一。
7歳未満の子供が搭乗するには保護者との同乗が必要。
列が長い時のみ、ジョリートロリーの車庫であるトロリーバーンを待ち列として使用された。

## トリビア
入口のナンバープレート
- 「2N TOWN」トゥーンタウン
- 「1D N PTR」ウェンディ＆ピーター（ピーター・パン）
- 「CAP 10 HK」キャプテン・フック（ピーター・パン）
- 「2PD 2DA」ジッパ・ディー・ドゥー・ダー（南部の唄）
- 「FAN T C」ファンタジー

スマート・アス指名手配のポスター和訳
"ずる賢い男"のイタチ
以下のために13の州で指名手配中。
- トゥーン誘拐
- 銃器による襲撃
- 窃盗罪
- すごい窃盗罪
- ものすっごい窃盗罪

TOBYという亀のポスター
映画『ロジャー・ラビット』作中、トゥーンタウンの路地裏にも同じものが貼られている。
また、1973年のディズニー映画、『ロビン・フッド』にもトビーという名前の亀が登場する。

ボンゴ・ザ・ゴリラがゲストに話しかけてくる
ボンゴ・ザ・ゴリラとの合言葉は映画『ロジャー・ラビット』では「ウォルト・ディズニー」だったが、アトラクション内の設定では、合言葉が変わっている。